# Morgny-en-Thiérache
Morgny-en-Thiérache è un comune francese di 113 abitanti situato nel dipartimento dell'Aisne della regione dell'Alta Francia.

## Società

### Evoluzione demografica
Abitanti censiti